# Ontario
Ontário je druga največja provinca Kanade. Ima okoli 11 milijonov prebivalcev in meri 1.076.395 km². V Ontariu se nahajata tudi glavno mesto Kanade Ottawa in največje kanadsko mesto Toronto. Razteza se od južnih obal Hudsonovega zaliva na severu do regije Velikih jezer, kjer na jugu meji na Združene države Amerike, na zahodu meji na provinco Manitoba, na vzhodu pa na Québec.